# Ingemar Gram

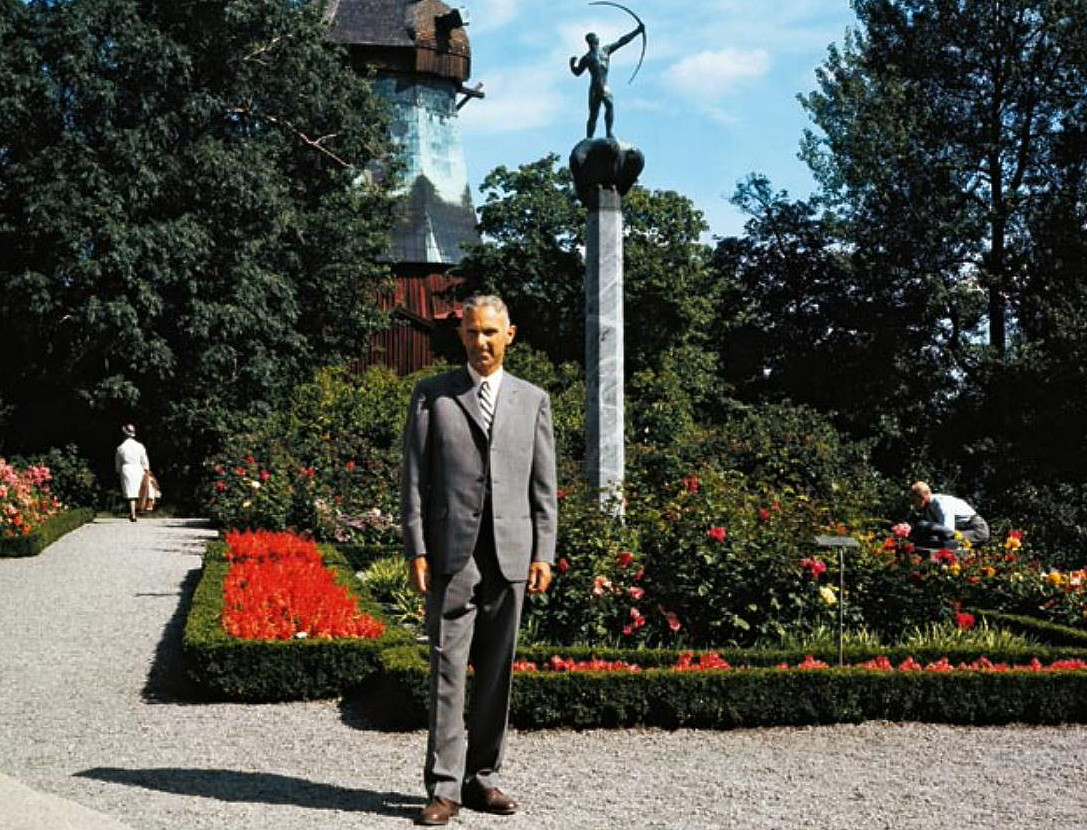
Ingemar Gram, Waldemarsudde 1968.

Ingemar Gram, född 1908, död 1986, var en svensk trädgårdsmästare och amatörfotograf. Som trädgårdsmästare var han under många år medarbetare till Stockholms stadsträdgårdsmästare Holger Blom och som fotograf efterlämnade han cirka 13 000 diabilder med Stockholmsmotiv som donerades 1989 till Stadsmuseet i Stockholm.

## Blomsterfotografen

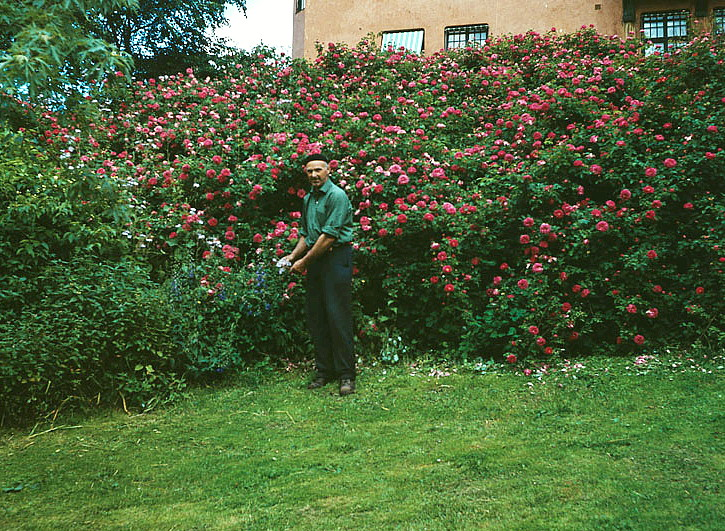
Trädgårdsmästaren Ingemar Gram vid rosenbuskarna i Balders Hage, 1962.

Ingemar Gram anställdes i början av 1950-talet som trädgårdsmästare på Stockholms stads gatukontors parkavdelning. Den befattningen hade han till sin pensionering 1973. Hans stora intresse för blommor, växter och fotografi gav honom smeknamnen som ”modernismens blomstersmyckare” och ”blomsterfotograf”. Han hade alltid kameran med sig och fotograferade huvudsakligen i färg, på diafilm och i format 6x6 cm. 
Gram dokumenterade samma platser under olika årstider, år efter år och skapade därmed en omfattande bildsamling visande Stockholm i förändring. Det nya Stockholm som växte fram under 1960- och 70-talet smyckades med växter som stadens trädgårdsmästaren Gram hade ansvar för och som fotografen Gram dokumenterade i välkomponerade färgfotografier.
Människor och trafik intresserade honom inte lika mycket som blommorna, rabatter och planteringar. Det illustreras av ett fotografi taget på högertrafikomläggningen 3 september 1967 då några planteringar med bolltistlar i Pålsundsparken fångade hans intresse mer än den stora trafikhändelsen. Helst fotograferade han tidigt på morgonen där inga människor eller fordon kunde ”störa” bilderna. Återkommande motiv var även Stockholms stora nybyggen, bland annat Hötorgsskraporna, Sergels torg, Folksamhuset och Wenner-Gren Center. Här skapade Gram intressanta kontraster mellan byggnadernas raka linjer och blommornas mjuka former. Men han dokumenterade inte bara det vackra utan även förstörda blomsterrabatter eller bortrivna citykvarter.
År 1989 donerade systersonen Torkel Sternberg omkring 13 000 färgdiabilder till Stockholms stadsmuseum som har digitaliserad en del och som är tillgängliga för allmänheten på Stockholmskällan. På hösten 2016 fanns där över 650 bilder.

## Bildexempel
I originalformat utan beskärning eller färgkorrektur.

Blomsterarrangemang
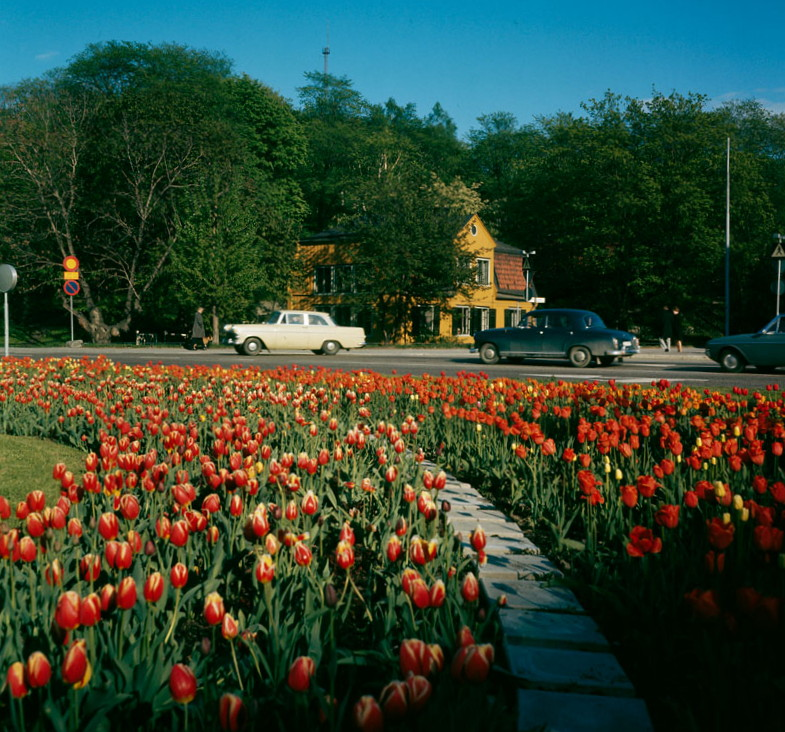
Tulpanplanteringar i Sveaplans cirkulationsplatys, 1968.
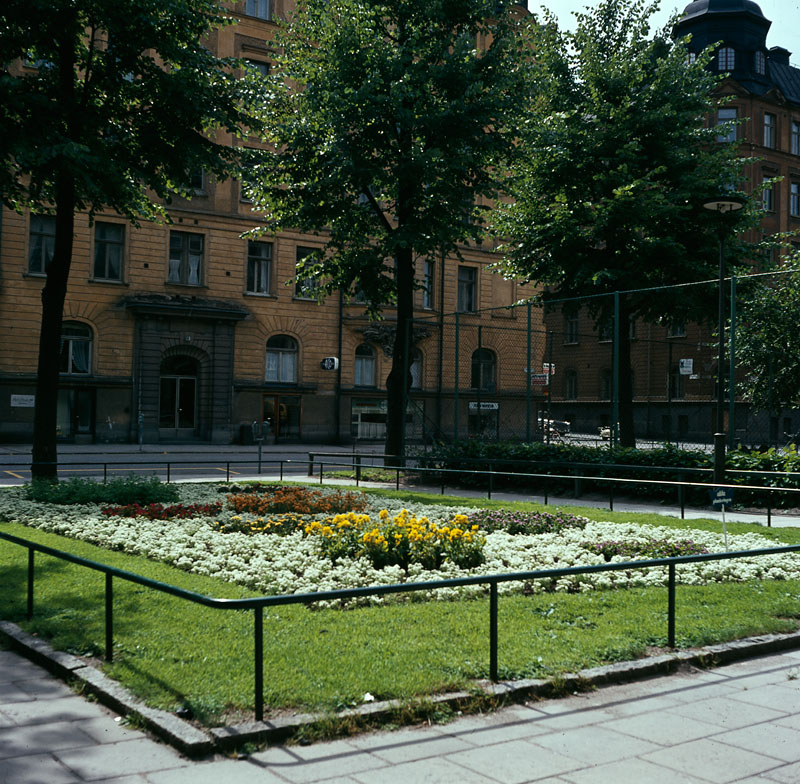
Plantering framför Ahlströmska Skolan, 1963.
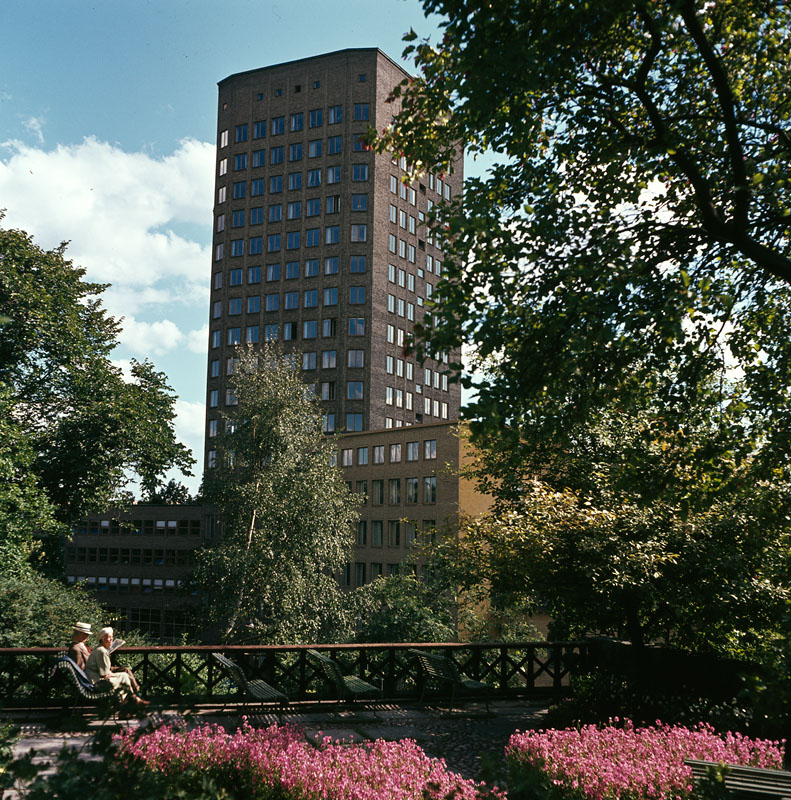
Planteringar i Vasaparkens västra del. Bonnierhuset i fonden, 1963.
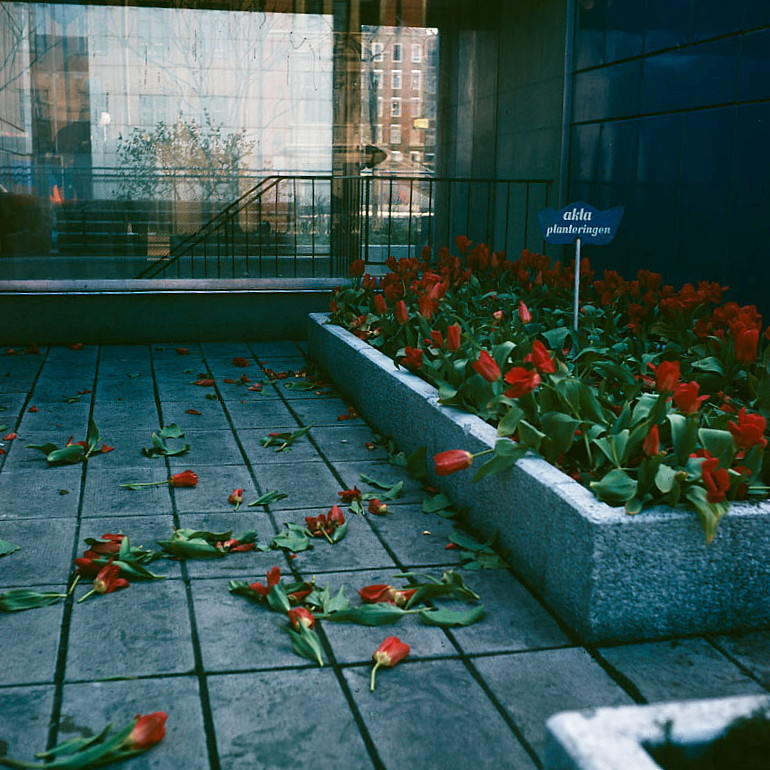
Förstörd tulpanplantering på takterrassen vid Hötorget, 1965.
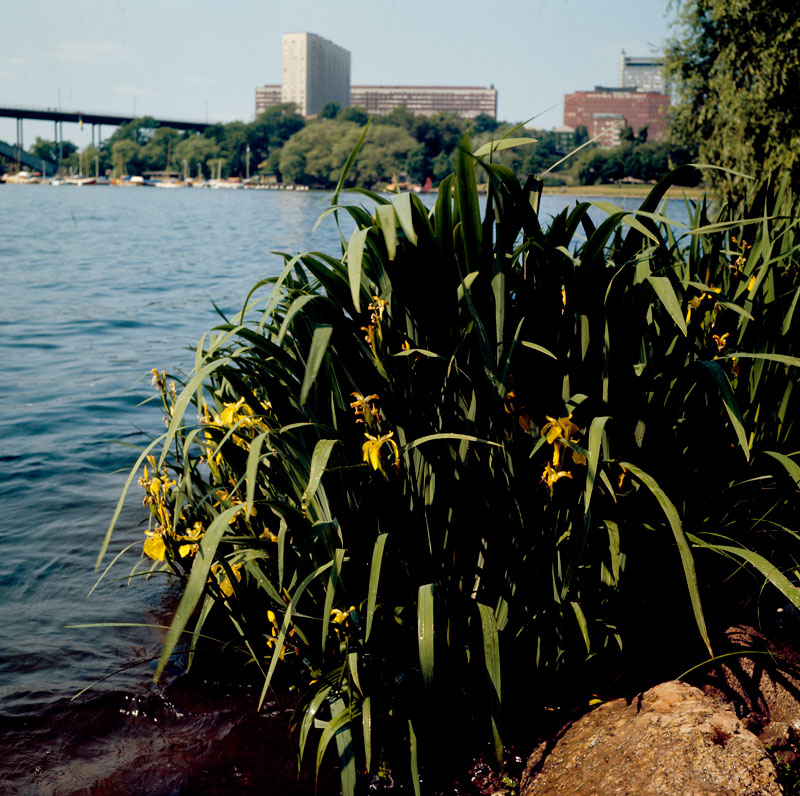
Gul svärdslilja i vattenbrynet vid Norr Mälarstrand, 1968.

Stockholm i förvandling
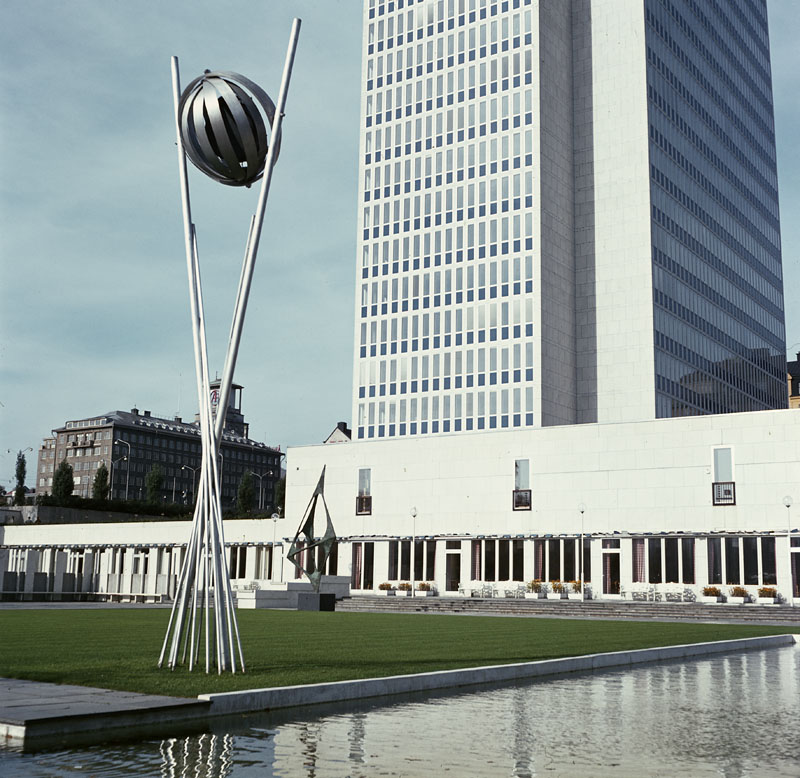
Folksamhusets gårdspark med en belysningsanordning av Arne Jones, 1962.
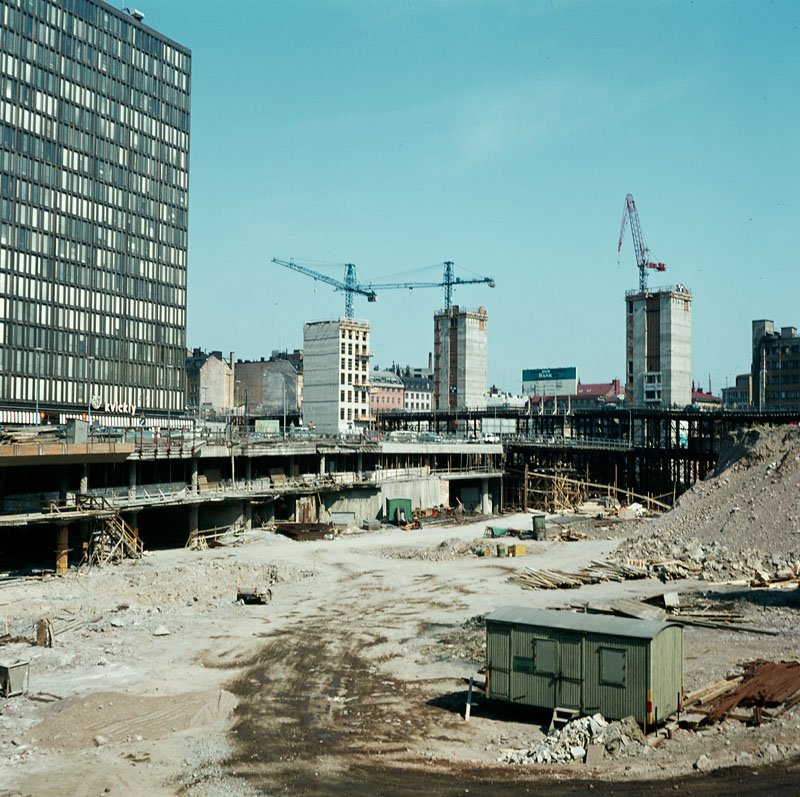
Schaktarbetenn för blivande Sergels torg. Vy mot femte Hötorgshuset, 1963
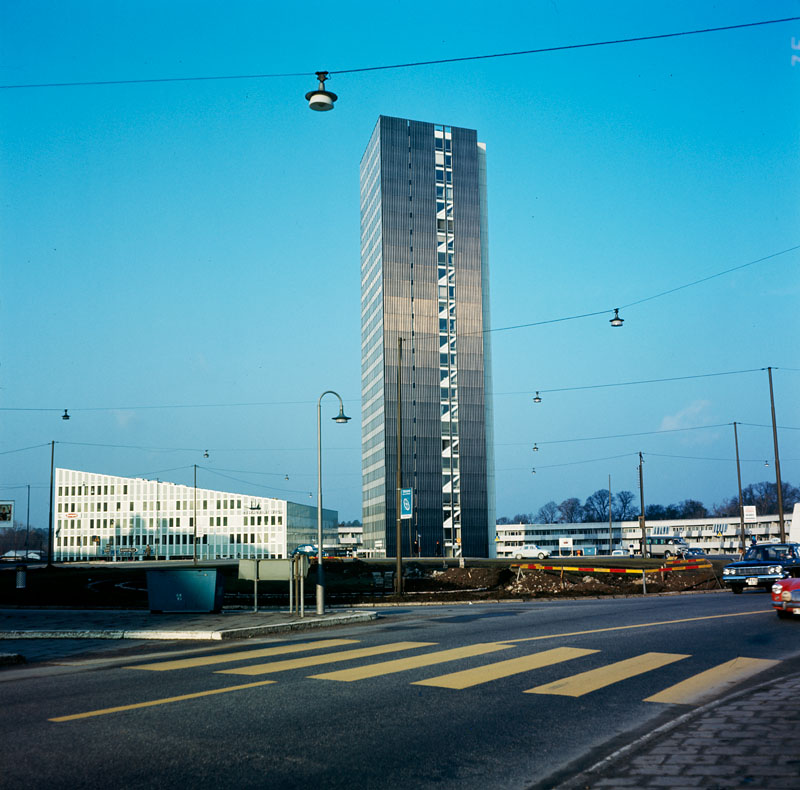
Sveaplan och Wenner-Gren Center, 1966.
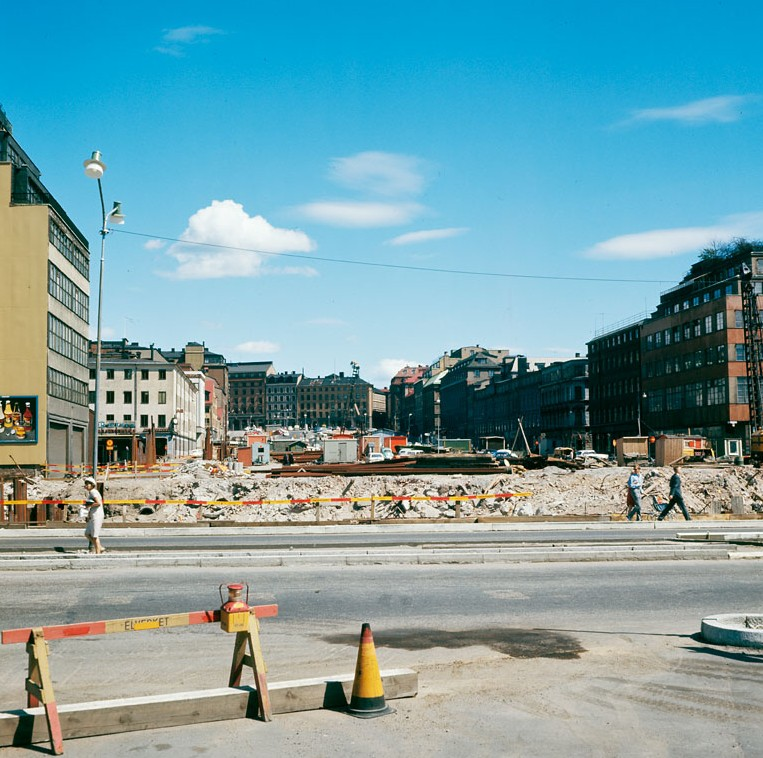
Herkulesgatan, vy från Vasagatan mot Brunkebergstorg, 1967.
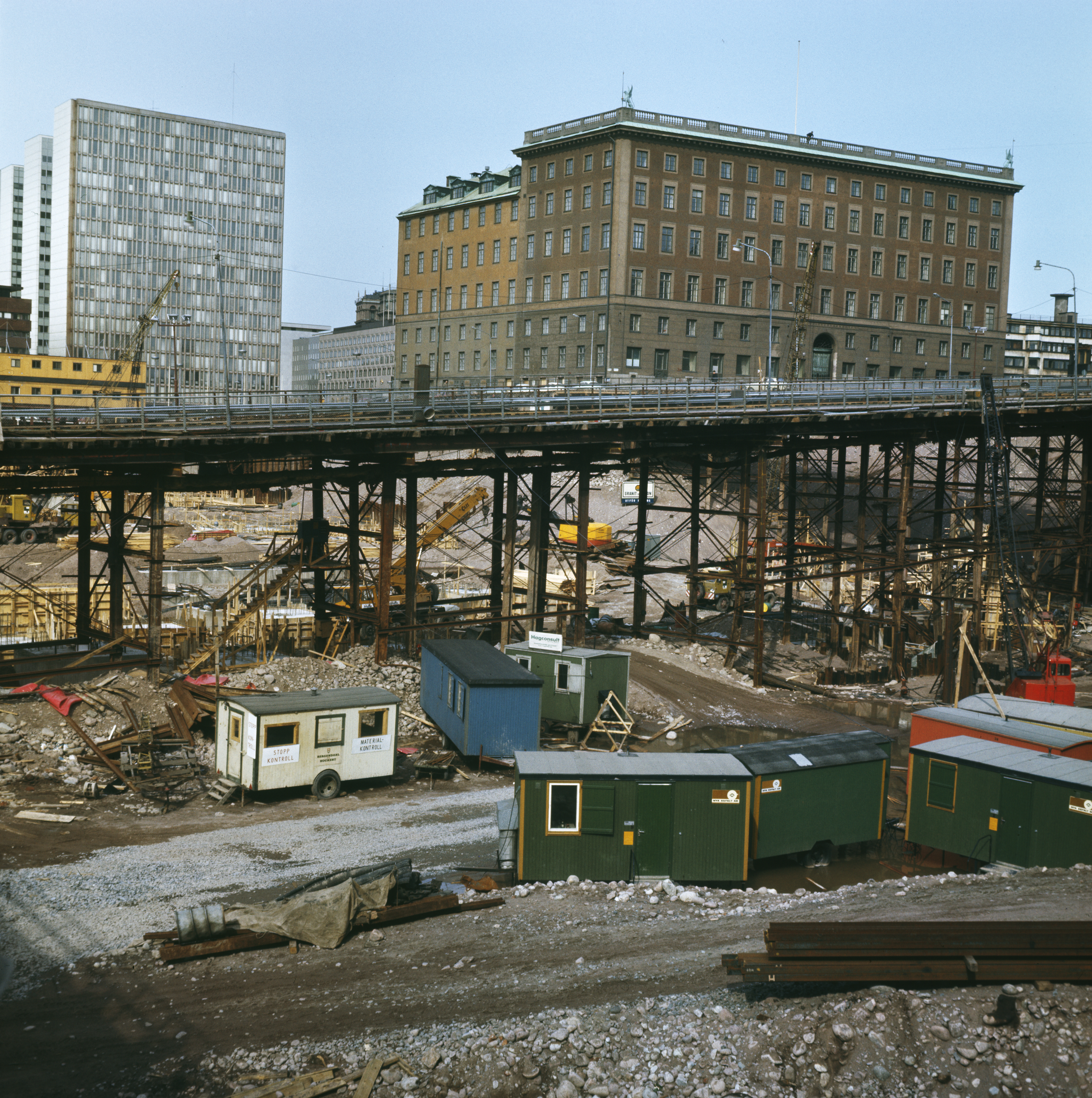
Brunkebergstorg, vy från Drottninggatan åt norr, 1969.

Annat
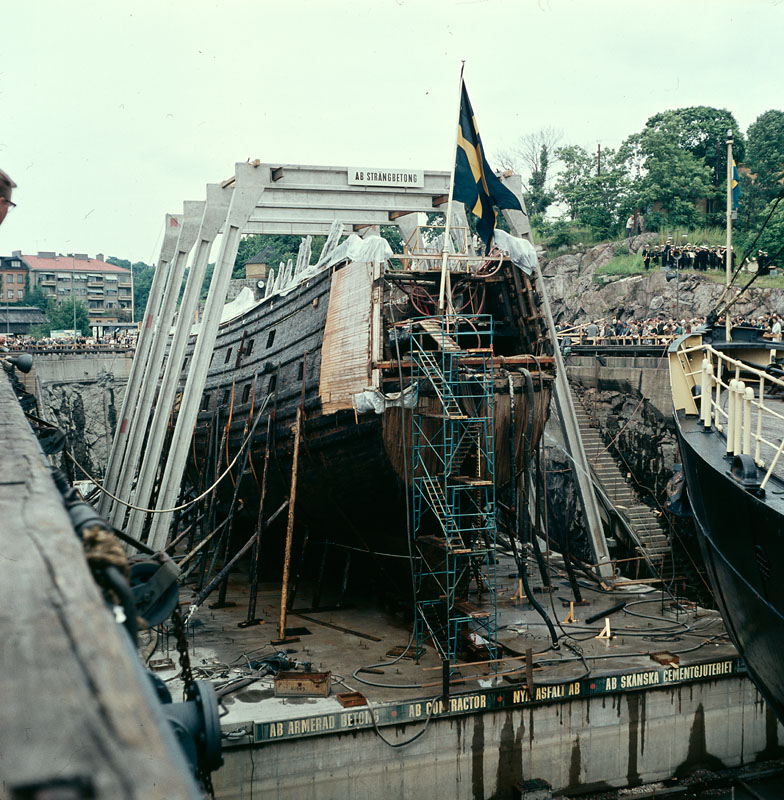
Regalskeppet Vasa i dockan på Beckholmen, 1962.
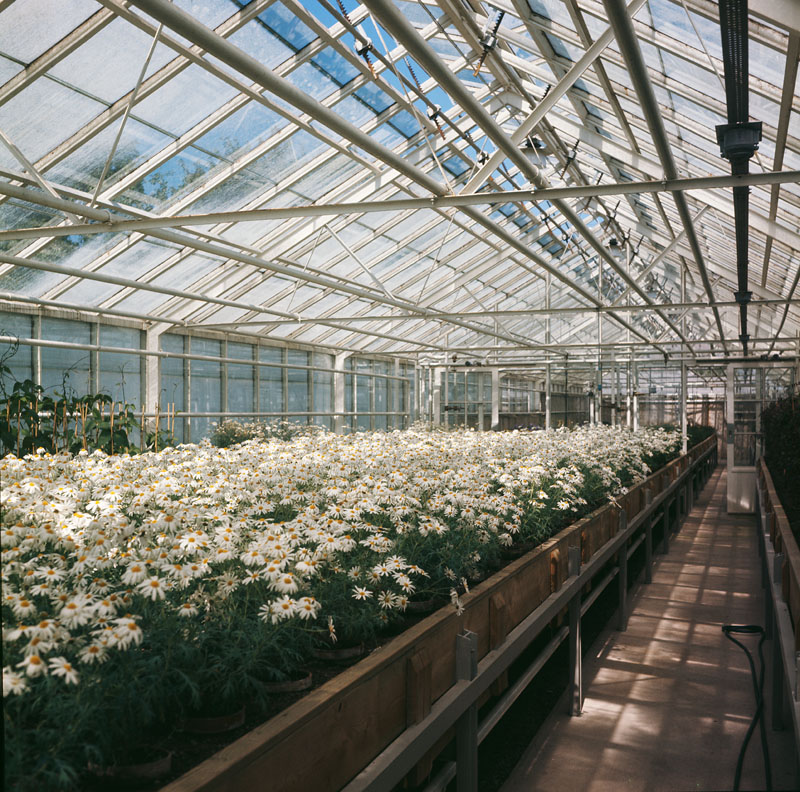
Växthusinteriör med blommor på Haga Trädgård, 1968.
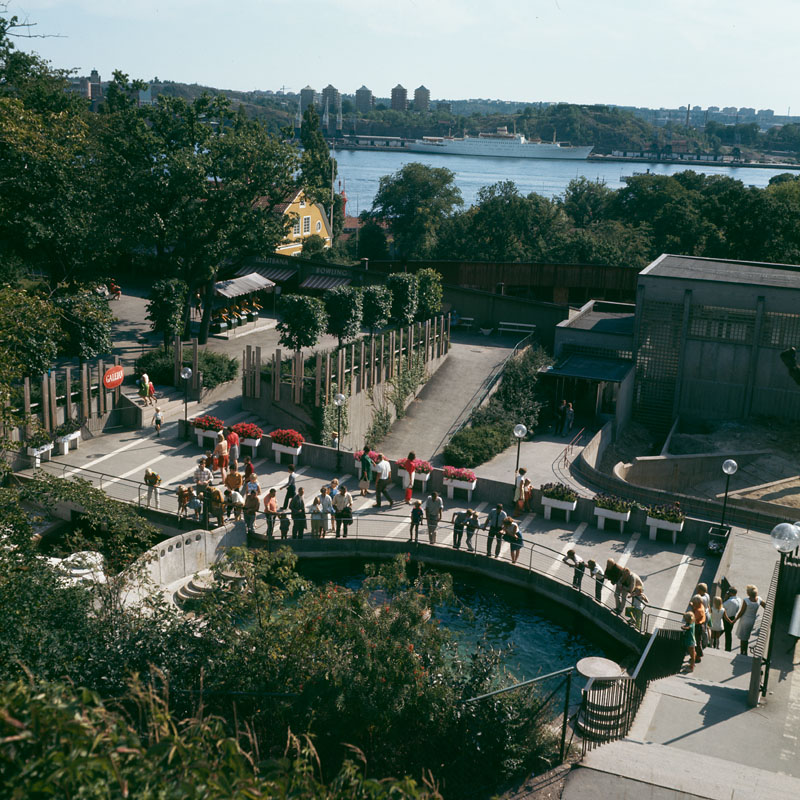
Elefanthuset på Skansen, 1968.
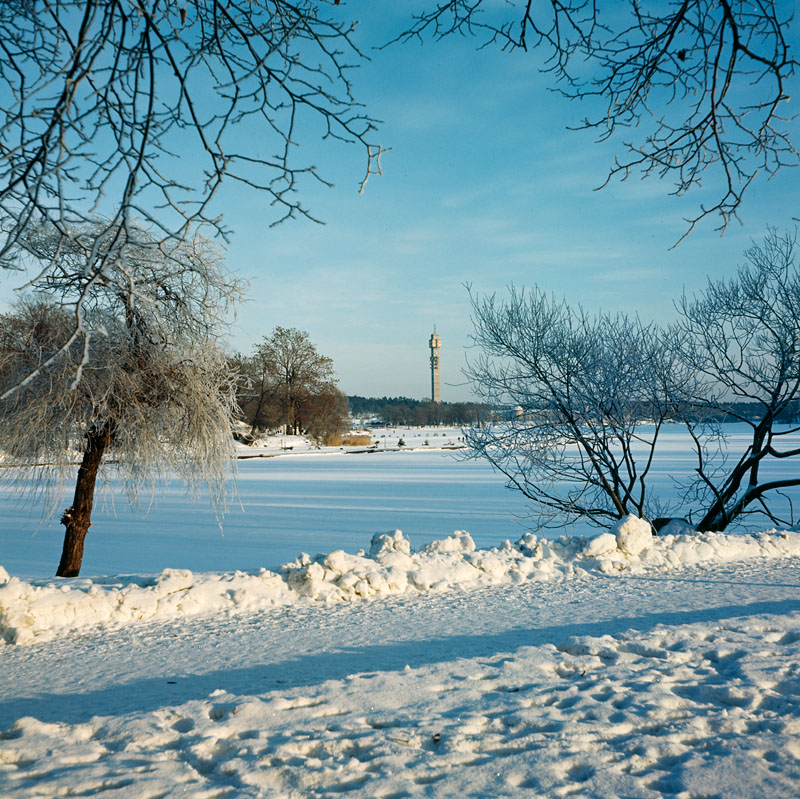
Vy över Djurgårdsbrunnsviken med Kaknästornet i bakgrunden, 1968.
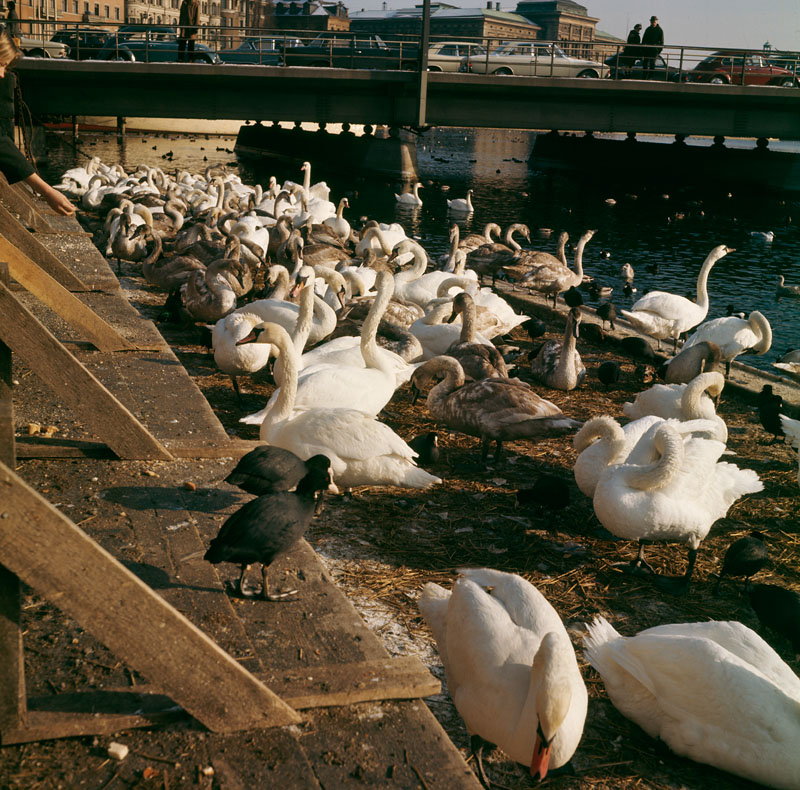
Knölsvanar och sothönor vid Strömgatan, 1968.